# Liste der Naturdenkmale im Landkreis Oldenburg
Die Liste der Naturdenkmale im Landkreis Oldenburg enthält die Naturdenkmale im Landkreis Oldenburg in Niedersachsen.
Am 31. Dezember 2016 gab es nach der Statistik des Niedersächsischen Landesbetrieb für Wasserwirtschaft, Küsten- und Naturschutz im Landkreis Oldenburg insgesamt 346 Naturdenkmale im Zuständigkeitsbereich der Unteren Naturschutzbehörde. Der Landkreis Oldenburg ist damit der Landkreis mit den meisten Naturdenkmalen in Niedersachsen.
Der Landkreis Oldenburg nennt insgesamt 350 Naturdenkmale mit einer Fläche von 420,2 ha.

## Dötlingen
In der Einheitsgemeinde Dötlingen sind 41 Naturdenkmale verzeichnet.

## Ganderkesee
In der Einheitsgemeinde Ganderkesee sind 54 Naturdenkmale verzeichnet.

## Großenkneten
In der Einheitsgemeinde Großenkneten sind 46 Naturdenkmale verzeichnet.

## Harpstedt
In der Samtgemeinde Harpstedt sind 80 Naturdenkmale verzeichnet.

## Hatten
In der Einheitsgemeinde Hatten sind 25 Naturdenkmale verzeichnet.

## Hude
In der Einheitsgemeinde Hude sind 32 Naturdenkmale verzeichnet.

## Wardenburg
In der Einheitsgemeinde Wardenburg sind 31 Naturdenkmale verzeichnet.

## Wildeshausen
In der Stadt Wildeshausen sind 43 Naturdenkmale verzeichnet.

## Sonstige
Die Friederikeneiche im Hasbruch bei Hude gilt als Naturdenkmal. Sie ist auf der Liste des Landkreises Oldenburg nicht verzeichnet.